# Unden
Unden er en sø i skoven Tiveden i det nordøstlige Västergötland. Den ligger i kommunerne Gullspång, Töreboda, Laxå og Karlsborg. Søens areal er 95 km² og den største dybde er 96 meter. Unden ligger 117 meter over havet og har mod syd udløb i Edsåen til søen Viken. Fra den er der forbindelse videre via Forsviksåen til Vättern. Tiveden har tre store søer: Viken, Unden og Skagern.
58°48′N 14°24′Ø / 58.8°N 14.4°Ø